# Palácio dos Marqueses de Fronteira

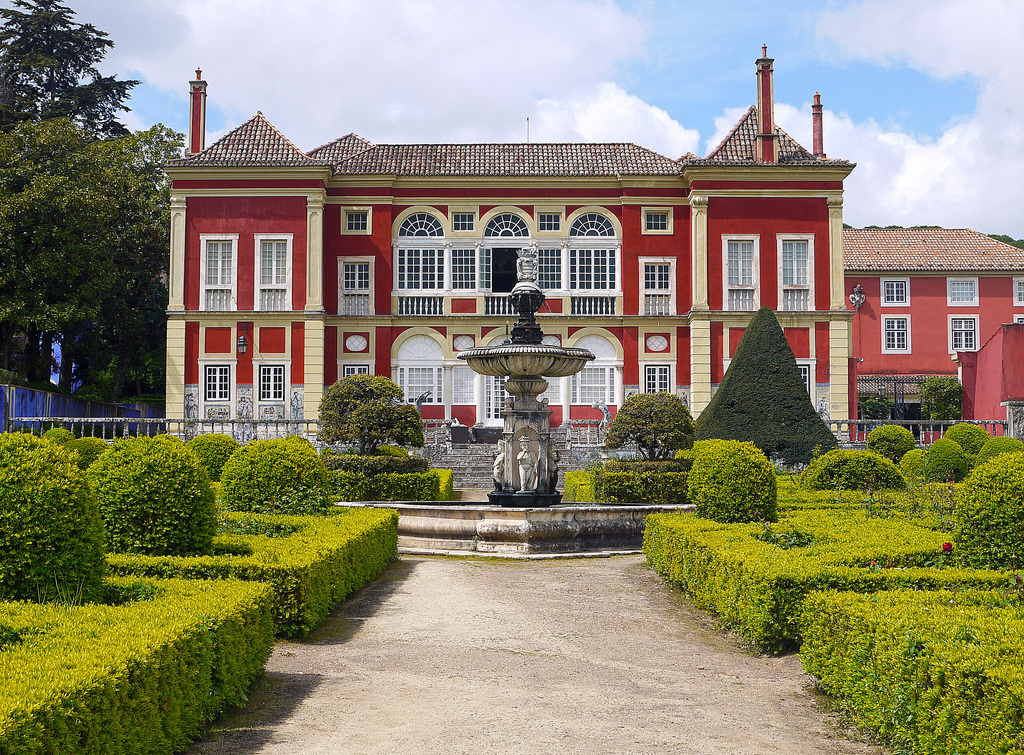
O Palácio Fronteira, em Lisboa, na atualidade.

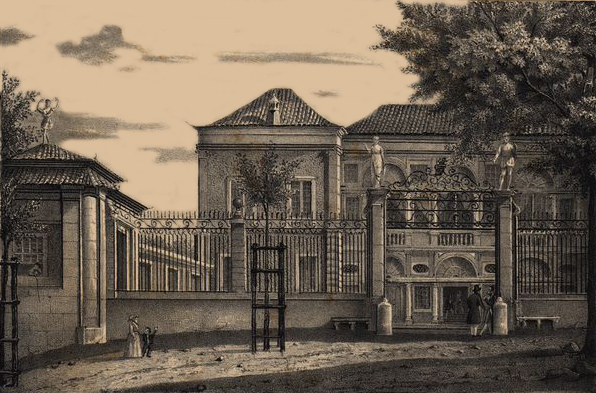
O Palácio Fronteira em ilustração do século XIX

O Palácio Fronteira, situado em São Domingos de Benfica, Lisboa, foi construído entre 1671 e 1672, como pavilhão de caça para João Mascarenhas, 1.º Marquês de Fronteira.
Apesar de alguns prédios altos serem visíveis à distância, continua a ocupar um lugar tranquilo, à beira do Parque Florestal de Monsanto. O palácio e o jardim têm belos azulejos cujos temas vão desde as batalhas às macacarias.
Embora o palácio ainda seja habitado, algumas das salas, como a biblioteca e o jardim podem ser visitadas.
O Palácio dos Marqueses de Fronteira, juntamente com os jardins, horta e mata, está classificado como Monumento Nacional desde 1982.

## O palácio
A Sala das Batalhas tem belos painéis com cenas da Guerra da Restauração e um pormenor de D. João de Mascarenhas (2.º conde da torre entre outros títulos) que combate um general espanhol. Foi a sua lealdade a D. Pedro II, durante esse conflito, que o fez ganhar o título de marquês de Fronteira.
A Sala de Jantar está decorada com azulejos holandeses e com retratos da nobreza portuguesa.
A Sala de Juno ou Sala Imperio está decorada com frescos e retratos da nobreza portuguesa, de artistas como Domingos António de Sequeira.
A fachada da Capela, originalmente dos finais do século XVI e renovada no século XVIII, está adornada com pedras, conchas, vidros partidos e restos de porcelanas. Diz-se que essas peças foram usadas na inauguração do palácio e partidas para que ninguém utilizasse as peças onde o futuro Rei (D. Pedro) se tinha servido. No terraço da capela há nichos de azulejos decorados com figuras que personificam as artes e figuras mitológicas

## O jardim
No jardins encontram-se painéis de azulejos representativos dos costumes campestres de cada estações do ano. De um dos lados do jardim principal existem azulejos exibem cavaleiros antepassados da família, reflectindo-se nas águas de um grande tanque. Uma escadaria de cada lado deste, leva a uma galeria onde os nichos decorativos contêm bustos de reis portugueses, com a excepção dos três Reis Filipes.

### Jardim do Laranjal
O Jardim do Laranjal, intervenção contemporânea concebida pela arquiteta paisagista Cristina Castel-Branco em 2010, é resultado da transformação da antiga horta/pomar em jardim ornamental. O jardim insere-se harmoniosamente na linguagem histórica do conjunto palaciano, respeitando a estrutura geométrica do terraço superior e reforçando o diálogo entre passado e presente.
O espaço é marcado por elementos aquáticos — tanques, canais e espelhos de água — que, além de funcionais para a irrigação, assumem também um papel ornamental. Esses elementos foram revestidos com azulejos policromados desenhados pelo artista Eduardo Nery, cuja obra contribui para a fusão entre o contemporâneo e a tradição decorativa portuguesa. Essa escolha dialoga com a azulejaria histórica da Galeria dos Reis, e enriquece a experiência visual do jardim.
Além das laranjeiras — que remetem ao uso original do local — foram plantados ciprestes e eritrinas, reforçando a diversidade vegetal e criando jogos de sombra, cor e textura. A intervenção respeita princípios tradicionais de hidráulica, com um sistema de circulação de água em circuito fechado.

## Visitas
As visitas ao interior do Palácio são obrigatoriamente guiadas, com início:
De Junho a Setembro: 10h30, 11h00, 11h30, 12h00
De Outubro a Maio: 11h00, 12h00
As visitas ao jardins
De segunda-feira a sexta-feira entre:
10h30m às 13h00 e das 14h30 às 17h00
Sábados: das 10h30 às 13h00